# Valois-Angoulême
Valois-Angoulême war eine Nebenlinie des Hauses Valois-Orléans und damit des Hauses Valois, die sich 1407 (Verleihung des Titels Graf von Angoulême) von der älteren Linie Valois-Orléans abgespalten hatte.

## Geschichte
Mit François d’Orléans (Franz I.), dem Enkel des ersten Titelträgers, übernahm diese Linie 1515 die Herrschaft in Frankreich, und behielt sie bis zum Tod Heinrichs III. 1589.

## Stammliste
1. Johann (Jean), * 26. Juni 1404, † 30. April 1467 im Schloss Cognac[1], 1407 Graf von Angoulême und Périgord, bestattet in der Kathedrale von Angoulême;
⚭ 31. August 1449 Marguerite de Rohan, † 1497, Tochter von Alain IX. de Rohan, Vicomte de Rohan (Haus Rohan) – Vorfahren siehe Haus Valois-Orléans
  1. Ludwig (Louis), * wohl 1455, † im Château de Bouteville wohl 1458, 3 Jahre alt
  2.  Karl (Charles), * 1459, † 1. Januar 1496 in Châteauneuf-sur-Charente, 1467 Graf von Angoulême und Périgord, Seigneur d'Épernay et de Romorantin, 1489 Gouverneur von Guyenne, bestattet in der Kathedrale von Angoulême;
⚭ (Ehevertrag vom 16. Februar 1488 in Paris) Luise von Savoyen, * 11. September 1476, † 23. September 1531 in Grès-en-Gâtinais, Compiègne 4. Februar 1516 Duchesse d’Angoulême, 1515 und 1525 Regentin von Frankreich, 1524 Duchesse d’Anjou et de Nemours, Comtesse de Maine, 1528 Duchesse de Bourbon et Comtesse de Touraine, Tochter von Philipp I., Herzog von Savoyen, bestattet in der Basilika Saint-Denis (Haus Savoyen)
    1. Margarete (Marguerite) d’Orléans, 1515 Marguerite de France, * 11. April 1492 in Angoulême, † 21. Dezember 1549 Château d’Odos (Pyrenäen), 1509/25 Duchesse d’Alençon et Comtesse d’Armagnac, 1517 Duchesse de Berry, Dichterin des Heptaméron, bestattet in Pau;
⚭ I 2. Dezember 1509 Charles IV., Herzog von Alençon, † 11. April 1525 in Lyon, dort auch bestattet (Haus Valois-Alençon);
⚭ II 24. Januar 1527 Henri II. d’Albret, 1517 König von Navarra, 1550 Duc d‘Albret, Prince de Béarn, Comte de Foix etc., 1528 Gouverneur und Admiral von Guyenne, † 29. Mai 1555 in Pau (Haus Albret)
    2.  Franz I. (François I.) (François d’Orléans), * 12. September 1494 in Cognac, † 31. März 1547 auf Schloss Rambouillet, Ritter, 1496 Graf von Angoulême, Périgord und Asti, 1514 Herzog von Valois, 1514/24 Herzog von Bretagne, 1515 König von Frankreich, 1515/21 Herzog von Mailand, gründet 1518 das Collège de France, Ritter des Ordens vom Goldenen Vlies, bestattet in der Basilika Saint-Denis;
 ⚭ I 18. Mai 1514 in Saint-Germain-en-Laye Claude de France, * 13. Oktober 1499 in Romorantin, † 20. Juli 1524 in Blois, 1514 Duchesse de Berry und Comtesse de Blois, 1514 Herzogin von Bretagne, Tochter von König Ludwig XII., bestattet in der Basilika Saint-Denis (Haus Valois-Orléans);
⚭ II 3. Juli/5. August 1530 Abbaye de Veien (zwischen Captieux und Roquefort) Eleonore Erzherzogin von Österreich, * 24. November 1498, † 17./18. Februar 1558 in Talavera de la Reina, Tochter von Philipp dem Schönen, Erzherzog von Österreich, König von Kastilien (Habsburger), Witwe von Manuel I., König von Portugal (Haus Avis), bestattet im Escorial
      1. (I) Louise, * 19. August 1515 auf Schloss Amboise, † 21. September 1517 daselbst
      2. (I) Charlotte, * 23. Oktober 1516 auf Schloss Amboise, † 8. September 1524 daselbst
      3.  (I) Franz III. (François III.), * 28. Februar 1518 auf Schloss Amboise; † vergiftet 10. August 1536 auf Schloss Tournon, Dauphin von Viennois, 1524 Herzog von Bretagne, bestattet in der Basilika Saint-Denis
      4.  (I) Heinrich II. (Henri II.), * 31. März 1519 in Saint-Germain-en-Laye, † 10. Juli 1559 in Paris nach einem Turnierunfall, 1519 Herzog von Orléans, 1536 Dauphin von Viennois, 1539/44 Herzog von Bretagne, 1542 General der Armee, 1547 König von Frankreich, bestattet in der Basilika Saint-Denis;
 ⚭ 27./28. Oktober 1533 Caterina de’ Medici (Catherine de Medicis), * 13. April 1519 in Florenz, † 5. Januar 1589 in Blois, Prinzessin von Urbino, 1524 Comtesse de Boulogne et d'Auvergne, Dame de La Tour et Comtesse de Lauraguais[2], 1559/66 Duchesse de Bourbon, 1552, 1559/63 und 1574/75 Regentin von Frankreich, Tochter von Lorenzo di Piero de’ Medici, Herzog d'Urbino, bestattet in der Basilika Saint-Denis (Medici)
        1.  Franz II., * 19. Januar 1544 in Fontainebleau; † 5. Dezember 1560 in Orléans, 1544 Herzog von Bretagne, 1546 Gouverneur von Languedoc, 1547 Dauphin von Viennois, 1558 König(sgemahl) von Schottland, 1558 Titularkönig von England und Irland, 1559 König von Frankreich, Ritter des Ordens vom Goldenen Vlies, bestattet in der Basilika Saint-Denis;
⚭ 19. April 1558 per procurationem in Paris, 24. April 1558 persönlich daselbst Maria Stuart, 1542/67 (1587) Königin von Schottland, 1558 Königin von England und Irland, * 7. Dezember 1542 in Linlithgow Palace, † hingerichtet 18. Februar 1587 in Fotheringhay Castle, Tochter von Jakob V., König von Schottland (Haus Stuart), sie heiratete in zweiter Ehe am 29. Juli 1565 Henry Stewart, Lord Darnley, Duke of Albany, Earl of Ross, Duke of Rothesay, † ermordet 10. Februar 1567 (Haus Stuart), und in dritter Ehe am 15. Mai 1567 James Hepburn, 4. Earl of Bothwell, † 1578, Darnleys Mörder (Haus Hepburn)
        2. Elisabeth (Isabelle), * 2. April 1545 in Fontainebleau; † 3. Oktober 1568 in Madrid, begraben im Escorial;
⚭ 10. Juli 1559 per procurationem in Paris, 2. Februar 1560 persönlich in Toledo Philipp II. (Felipe II.), König von Spanien, Neapel und Sizilien, 1580 König von Portugal, † 13. September 1598 im Escorial, dort auch bestattet (Habsburger)
        3. Claudia (Claude), * 12. November 1547 in Fontainebleau, † 21. Februar (vielleicht auch 20. Januar) 1575 in Nancy, dort in der Kirche Saint-François-des-Cordeliers bestattet;
 ⚭ 15. Februar 1559 in Paris Karl III., 1545 Herzog von Lothringen und Bar etc., † 14. Mai 1608 in Nancy, dort in der Kirche Saint-François-des-Cordeliers bestattet (Haus Châtenois)
        4. Ludwig (Louis), * 3. Februar 1549 in Saint-Germain-en-Laye, † 24. November 1550 in Mantes, Herzog von Orléans
        5.  Karl IX. (Charles IX.) Maximilian, * 27. Juni 1550 in Saint-Germain-en-Laye, † 30. Mai 1574 im Schloss Vincennes, 1550 Herzog von Orléans und Angoulême, 1560 König von Frankreich, Ritter des Ordens von Goldenen Vlies, 1563 volljährig, bestattet in der Basilika Saint-Denis;
 ⚭ 22. Oktober 1570 per procurationem in Speyer, 26. November 1570 persönlich in Mézières Elisabeth Kaiserliche Prinzessin und Erzherzogin von Österreich, als Witwe geistlich im Klarissenkloster in Wien, * 5. Juni 1554, † 22. Januar 1592 im Klarissenkloster Wien, dort auch bestattet, Tochter von Maximilian II., Römisch-deutscher Kaiser (Habsburger)
          1. Marie Elisabeth, * 27. Oktober 1572 in Paris, † 2. April 1578 daselbst, bestattet in der Basilika Saint-Denis
          2. (unehelich, Mutter: Marie Touchet, Dame de Belleville, * 1549 in Orléans, † 28. März 1638 in Paris, Tochter von Jean Touchet und Marie Mathy; ⚭ 1578 François de Balzac, Seigneur d'Entragues, Gouverneur von Orléans, Haus Balzac) Sohn
          3. (unehelich, Mutter : Marie Touchet, siehe oben) Charles Bâtard de Valois, * 28. April 1573 auf Schloss Fayet in Barraux, † 24. September 1650 in Paris, 1586 Abt von La Chaise-Dieu, 1589 Abt von Saint-André zu Clermont, tritt 1589 zurück, 1589 Graf von Clermont und Auvergne, Baron de La Tour, Comte de La Chaise, de Lauraguais, de La Landemage et de Carcassonne, 1589 Großprior des Malteserordens von Frankreich, Gouverneur von Auvergne, 1591 Comte d’Alais, 1619 Comte de Penthièvre, Januar 1620 Herzog von Angoulême, Graf von Ponthieu, Seigneur de Cognac et de Merpins, 13. April 1620 legitimiert, französischer Gesandter und Oberstleutnant ;
⚭ I (Ehevertrag Pézenas 6. Mai 1591) Charlotte de Montmorency, * 1571/72, † 12. August 1636 in Paris, Tochter von Henri I. de Montmorency, 3. Herzog von Montmorency, Pair von Frankreich, Marschall von Frankreich (Stammliste der Montmorency);
⚭ II 25. Februar 1644 Boissy-Saint-Léger Françoise de Nargonne, * wohl 1622, † 10. August 1713 auf Schloss Montmort, Tochter von Charles, Baron de Mareuil, und Léonore de La Rivière
            1. (I) Henri de Valois, * 1594, † 8. Januar 1668 in Montigny-Lencoup, Comte de Lauraguais, 1609 wegen Geistesschwäche enterbt, bestattet im Kloster Montigny-Lencoup
            2. (I) Louis-Emmanuel, * 1596 in Clermont, † 13. November 1653 in Paris, Abt von Saint-André in Clermont und La Chaise-Dieu, 1612/29 Bischof von Agde, tritt zurück, 1650 2. Herzog von Angoulême, Comte de Lauraguais, d'Alais, de Ponthieu etc., französischer Generaloberst und Gouverneur der Provence, bestattet in Chaumont-en-Bourgogne;
⚭ 8. Februar 1629 Henriette de La Guiche, * 1597/98, † 22. Mai 1682 in Paris, Erbtochter von Philibert de La Guiche, Seigneur de La Guiche et de Chaumont (Haus La Guiche), und Antoinette de Daillon du Lude (Haus Daillon), Witwe von Jacques de Matignon, Comte de Thorigny (Haus Goyon)
              1. Louis, * 1630 in Paris, † 4. Oktober 1637 Schloss Écouen, Comte d'Auvergne, bestattet in der Minoritenkirche in Paris
              2. Marie Françoise, * 27. Mai 1632, † 4. Mai 1696 in der Abtei Essey bei Alençon, 1653 3. Duchesse d’Angoulême, Comtesse de Lauraguais, d’Alais, de Ponthieu etc., bestattet 6. Mai 1696 in der Abtei Essey ;
⚭ 3. November 1649 in Toulon Louis de Lorraine, 1637 7. Herzog von Joyeuse, Pair von Frankreich, Graf von Eu, Herzog von Angoulême de iure uxoris, † 27. September 1654 (Haus Guise)
              3. Armand, * 14. Juli 1635 in Paris, † 16. November 1639 daselbst, Comte d'Auvergne, bestattet in der Minoritenkirche in Paris
              4. François, * 24. April 1639 in Aix-en-Provence, † 10. Juli 1644 in Salon-de-Crau, Comte d‘Auvergne, bestattet in der Kathedrale von Aix-en-Provence
              5. (unehelich, Mutter unbekannt) Antoine Charles Louis, Bâtard de Valois, genannt le Chevalier d'Angoulême, * 1648/49, † 25. September 1701, 4. September 1677 legitimiert
                1. (unehelich, Mutter unbekannt) Tochter ⚭ NN

            3. François de Valois, * wohl 1598, † 19. September 1622 in Pézenas, Comte d’Alais, Seigneur de Montigny-Lencoup et de Sézanne, Baron de Folembray et de Coucy, französischer Generaloberst, bestattet im Franziskanerkloster in Paris ;
⚭ 26. April 1622 in Paris Louise Henriette de La Châtre, Dame de La Maisonfort, † 4. Juni 1634, Erbtochter von Louis, Baron de Maisonfort (Haus La Châtre), und Louise d'Estampes de Valençay (Haus Estampes), sie heiratete in zweiter Ehe am 7. Januar 1625 François de Crussol d'Uzès, 4. Herzog von Uzès, Pair von Frankreich, † 14. Juli 1680 (Haus Crussol), geschieden, und in dritter Ehe Claude Pot Seigneur de Rhodes (Haus Pot)
            4. (unehelich, Mutter: Isabelle de Crécy) Marie Bâtarde de Valois, Februar 1634 legitimiert als d’Angoulême;
 ⚭ I Daniel d'Hazeville, Seigneur de Gadancourt ;
⚭ II David Dadé, Seigneur de Becheron
            5. (unehelich, Mutter: Isabelle de Crécy, siehe oben) Anne de Valois, Bâtarde d’Angoulême, 18. Mai 1638 Nonne in Morienval

        6.  Heinrich III. (Henri III.) Édouard Alexandre, * 19. September 1551 in Fontainebleau, † ermordet 2. August 1589 in Saint-Cloud, 1560 Herzog von Orléans und Angoulême, 8. Februar 1566 in Moulins Herzog von Anjou und Bourbon, Graf von Forez, Pair von Frankreich, 1566 Herzog von Auvergne etc., 1569 Generalleutnant, 1573/76 König von Polen und Großfürst von Litauen, 1574 König von Frankreich, bestattet in der Basilika Saint-Denis;
⚭ wohl in Polen, geschieden 1574, NN Prinzessin Giedroyć;
 ⚭ (dann wohl II) 15. Februar 1575 Louise Prinzessin von Lothringen-Mercœur, 1589 Duchesse de Bourbon, * 30. April 1553, † 29. Januar 1601 in Moulins, Tochter von Nicolas de Lorraine, duc de Mercœur, bestattet in Saint-Honoré in Paris (Haus Guise)
        7. Margarete (Marguerite), * 14. Mai 1553 in Saint-Germain-en-Laye; † 27. März 1615 in Paris, 1599 Duchesse de Valois, Comtesse de Senlis, Clermont et d‘Étampes;
⚭18. August 1572 (Bluthochzeit) in Paris, geschieden 17. Dezember 1599 in Rom Henri de Bourbon, 1562 Herzog von Vendôme etc., 1572 als Heinrich III. König von Navarra, 1589 als Heinrich IV. König von Frankreich, † ermordet 14. Mai 1610 in Paris, bestattet in der Basilika Saint-Denis (Bourbonen)
        8. Franz Herkules (François Hercule) später Franz, * 18. März 1555 in Saint-Germain-en-Laye, † 10. Juni 1584 in Château-Thierry, 1576 Herzog von Alençon und Château-Thierry, 1576 Herzog von Touraine und Berry, 1574 Thronfolger, 1577 Generalleutnant der Armee, 1580/82 Gouverneur von Brabant, 1582 Herzog von Lothringen, 1582 Graf von Perche, Mantes, Meulan, Dreux und Meaux, Pair von Frankreich, 1582/83 Graf von Flandern, bestattet in der Basilika Saint-Denis
        9. Victoire (Zwilling), * 24. Juni 1556 in Fontainebleau, † 17. August 1556 auf Schloss Amboise
        10. Jeanne (Zwilling), * und † 24. Juni 1556 in Fontainebleau
        11. (unehelich, Mutter: Filippa Duci, Signora di Coui im Piemont, † zwischen 1582 und 1589) Diane de Valois, Bâtarde de France, * 25. Juli 1538 in Fossano, † 11. Januar 1619 in Paris, 1572 legitimierte Prinzessin von Frankreich, 21. Jun 1563 Duchesse de Châtellerault, Februar 1576 Duchesse d’Étampes, August 1582 Duchesse d’Angoulême, Comtesse de Ponthieu, März 1588 Dame de Cognac et de Merpins, bestattet in der Paulaner-Kapelle in Angoulême ;
⚭ I 14. Februar 1552 Orazio Farnese, Prinz von Parma, Herzog von Castro, † 18. Juli 1553 vor Hesdin (Farnese);
⚭ II 3. Mai 1557 in Villers-Cotterêts François de Montmorency, 2. Herzog von Montmorency, Pair von Frankreich, Marschall von Frankreich, † 6. Mai 1579 (Stammliste der Montmorency)
        12. (unehelich, Mutter: Jane Stuart, uneheliche Tochter von Jakob IV., König von Schottland (Haus Stuart); ⚭ Malcolm Fleming, 3. Lord Fleming of Leviston, † vor 1550, Haus Fleming) Henri bâtard d’Angoulême, genannt Le Chevalier d'Angoulême, * 1551, † ermordet 2. Juni 1586 in Aix-en-Provence, bestattet in der dortigen Karmeliterkirche, Großprior des Malteserordens in Frankreich, Admiral der Levanteküste, Gouverneur der Provence, 1562 Abt von La Chaise-Dieu, 1568 Abt von Clairac
        13. (unehelich, Mutter: Nicole de Savigny, Baronesse de Fontette et de Saint-Rémy, * wohl 1535 in Lothringen, † 4. März 1590, Tochter von Georges de Savigny, Seigneur de Sailly (Haus Savigny) und Nicole des Marets ; ⚭ I Jean de Ville, Seigneur de Saint-Rémy; ⚭ vielleicht II heimlich Claude de La Baume-Montrevel, 1545 Erzbischof von Besançon, † 14. Juni 1587, (La Baume-Montrevel)) Henri de Saint-Rémy, genannt de Valois Bâtard d'Angoulême, * 1557 in Paris, † 14. Februar 1621 daselbst, 1. Baron de Fontette – Nachkommen: die de Saint-Rémy und de Val(l)ois-Saint-Rémy, Herren von Saint-Rémy, darunter auch Jeanne de Saint-Rémy (1756–1791), die Hauptperson in der Halsbandaffäre

      5. (I) Magdalena (Madeleine), * 10. August 1520 in Saint-Germain-en-Laye; † 2. Juli 1537, bestattet in der Abbey of the Holy Cross in Edinburgh ;
⚭ 1. Januar 1557 in der Kathedrale Notre Dame de Paris Jakob (James) V. Stuart, 1513 König von Schottland, † 14. Dezember 1542 im Falkland Palace, bestattet in Holyrood (Haus Stuart)
      6. (I) Karl (Charles), * 22. Januar 1522 in Saint-Germain-en-Laye, † 9. September 1545 in der Abtei Forestmoutier, 1522 Herzog von Angoulême, 1540 Herzog von Orléans, Herzog von Châtellerault, Graf von Clermont-en-Beauvaisis und La Marche, Pair von Frankreich, Kammerherr, Gouverneur von Champagne und Brie, 1543 Herzog von Bourbon, bestattet in der Basilika Saint-Denis
      7. (I) Margarete (Marguerite), * 5. Juni 1523 in Saint-Germain-en-Laye; † 14. September 1574 in Turin, 1530 Duchesse de Berry, bestattet in der Kathedrale von Turin;
⚭ 9. Juli 1559 in Paris Emanuel Philibert, 1553 Herzog von Savoyen, 1559 Prätendent von Portugal, † 30. August 1580 in Turin, bestattet in der Kathedrale von Turin (Haus Savoyen)
      8. (I) Philipp (Philippe), * 1524, † wohl 1525

    3. (unehelich, Mutter: Antoinette de Polignac, Dame de Combronde (Haus Chalençon)[3][4]) Jeanne Bâtarde d'Angoulême, † nach 1531, August 1501 in Lyon legitimiert als d'Orléans, 24. März 1522 Comtesse de Bar-sur-Seine ; ⚭ I August 1501 Jean Aubin, Seigneur de Malicorne et de Surgères ; ⚭ II Jean IV. de Longwy, Baron de Pagny, Seigneur de Givry etc. (Haus Chaussin)
    4. (unehelich, Mutter : Antoinette de Polignac, siehe oben) Madeleine d'Orléans, Bâtarde d'Angoulême, † 26. Oktober 1543 in Angoulême, 1490 Äbtissin von Saint-Ausony in Angoulême, 1511 Äbtissin von Faremoutiers, 1515 Äbtissin von Jouarre
    5. (unehelich, Mutter: Jeanne Combe (Conte)) Souveraine d‘Orléans Bâtarde d'Angoulême, † 23. Februar 1551, Mai 1521 in Dijon legitimiert ;
 ⚭ (Ehevertrag vom 10. Februar 1512 auf Schloss Amboise) Michel II. Gaillard, Seigneur de Chailly et de Longjumeau, † 4. Juli 1535 (Haus Gaillard)

  3. Jeanne, 1516 Duchesse de Valois, * wohl 1462, † wohl 1520; ⚭ vor 1511 Charles François de Coëtivy, Comte de Taillebourg, 1516 Duc de Valois (Haus Coëtivy)
  4. (unehelich, Mutter unbekannt) Jean de Valois, Bâtard d‘Angoulême, legitimiert Beaugency Juni 1458